# Carrera 53 (estación)
La estación sencilla Carrera 53 hace parte del sistema de transporte masivo de Bogotá llamado TransMilenio, el cual fue inaugurado en el año 2000.

## Ubicación
La estación está ubicada en el noroccidente de la ciudad, más específicamente en la Avenida Medellín entre carreras 64 y 65. Se accede a ella a través de un puente peatonal ubicado sobre la Carrera 65.
Atiende la demanda de los barrios Entreríos, Simón Bolívar, Metrópolis y sus alrededores.
En las cercanías están el Centro Comercial Metrópolis, el almacén de muebles Tugó Calle 80 y el Parque Lineal Río Negro (Entreríos).

## Origen del nombre
La estación recibe su nombre de la Carrera 53, por donde se accede a ella. En 2004, después de cambios en la nomenclatura vial de la ciudad, esta vía pasó a ser la Carrera 65. Hasta hoy no se ha corregido el nombre de la estación.

## Historia
En el año 2000 fue inaugurada la fase I del sistema TransMilenio, desde el Portal 80, hasta la estación Tercer Milenio, incluyendo la estación Carrera 53.

## Servicios de la estación

### Servicios troncales
| Tipo                                | Rutas al Norte | Rutas al Noroccidente | Rutas al Sur |
| ----------------------------------- | -------------- | --------------------- | ------------ |
| Ruta fácil                          |                | 6                     | 6            |
| Expresos todos los días todo el día | B10            | D10                   |              |

### Esquema
| ← Occidente |         |
| Carrera 53  | 6D10    |
| Puente      | Vagón 1 |
| Carrera 53  | 6B10    |
| Oriente →   |         |

### Servicios urbanos
Así mismo funcionan las siguientes rutas urbanas en los costados externos a la estación, circulando por los carriles de tráfico mixto sobre la Calle 80, con posibilidad de trasbordo usando la tarjeta TuLlave:
| Código | Sector                | Dirección     | Rutas     |
| ------ | --------------------- | ------------- | --------- |
| 420A04 | D Estación Carrera 53 | AC 80 - KR 64 | Sin rutas |
| 557A03 | D Estación Carrera 53 | AC 80 - KR 64 | Sin rutas |

## Ubicación geográfica
| Noroeste: D Avenida 68   | Norte: N Calle 98                          | Nordeste: Barrios Unidos |
| Oeste: N Calle 80        |                                            | Este: D Carrera 47       |
| Suroeste: Barrios Unidos | Sur: K Gobernación K CAN - British Council | Sureste: Barrios Unidos  |